# Paecilaema altispina
Paecilaema altispina is een hooiwagen uit de familie Cosmetidae.